# 스케이트보드 (장비)
스케이트보드(skateboard)는 판 위에 바퀴를 달아서 만든 이동수단이다. 굴곡진 사막의 모래 언덕이나 초원의 언덕에서도 사용할 수 있다. 스케이트보드는 주로 레저용, 스포츠용으로 이용되고 있는 이동수단으로서 스케이트보드를 타는 행위는 스케이트보딩이라고 부른다.

## 역사
스케이트보드는 1950년대에 캘리포니아에서 시작되었다. 당시 그 곳의 서퍼들이 파도가 없는날에도 보드를 즐기기 위해 서핑보드에 롤러스케이트 바퀴를 달면서 스케이트보드가 생겨나게 된다. 이러한 기원으로 스케이트보드는 서핑으로 인해 인기를 끌게 되었고 스케이트보드를 타는 행동을 뜻하는 스케이트보딩은 초창기에는 보도 서핑(sidewalk surfing)이라는 이름으로 불렸다.
스케이트보드는 지속적으로 인기를 끌어왔고 이로 인해 스케이트보딩 기술도 발전하게 되는데 1976년 알란 겔펜드(Alan Gelfand)가 스케이트보드 트릭 노 핸드 에어 일명 알리(Ollie)를 개발해 내면서 스케이트보딩의 모습은 바뀌게 되었다.
2018년 자카르타-팔렘방 아시안 게임과 2020년 도쿄 올림픽에서는 종목으로 채택되었다.

## 구조
- 데크(Deck): 스케이트보드의 판 부분.
- 휠(Wheel): 스케이트보드의 바퀴.
- 트럭(Truck): 휠과 데크를 연결하는 부품.
- 노즈(Nose): 데크의 앞쪽.
- 테일(Tail): 데크의 뒤쪽.

## 안전성
스케이트보드는 인라인스케이트와 킥보드와 같이 작은 바퀴 때문에 도로 위 틈에 걸려 다칠 위험이 있다. 특히, 진행 방향으로 나있는 크랙이 걸려 넘어질 위험이 크다. 하지만 빠른 속도로 주행할 때 걸려 넘어질 위험을 줄일 수 있다.
심각한 부상의 위험은 다른 운동에 비해 오히려 비교적 낮다. 스케이트보드는 '익스트림' 스포츠로 알려져 있으며 숙련된 스케이터들은 항상 엄청난 부상위험에 노출되어 있는 것으로 보인다. 하지만 'Skateboarding injuries in Vienna: location, frequency, and severity'의 연구에서는 '스케이트보드는 모집단의 부상 위험에 영향을 미치는 요인이 없는 것으로 보이며, 아주 소수의 스케이터만이 보호장구를 쓴다.'라는 결론을 지었다. 보통 스케이트보드에서 넘어진다면 찰과상, 멍, 염좌, 베임 등의 가벼운부상을 갖는다. 병원에 입원한 부상자 가운데 3분의 1은 보드를 시작한지 일주일이 안된 초보자들이었다. 그럼에도 불구하고, 부상들중 3.5-9 퍼센트의 확률로 정신적 외상을 초래할 정도의 심각한 머리부상을 당했다.

## 같이 보기
- 스케이트보드